# Erzbistum Boston

Erzbistumswappen

Das Erzbistum Boston (lateinisch Archidioecesis Bostoniensis, englisch Archdiocese of Boston) ist eine in den USA gelegene römisch-katholische Erzdiözese. Der Erzbischof von Boston zählt zu den bedeutendsten Bischöfen der USA. So ist der Erzbischof für gewöhnlich ein Kardinal, dem in seiner Amtsführung vier Weihbischöfe zur Seite stehen.
Die Mutterkirche des Erzbistums ist die von 1866 bis 1875 im neogotischen Stil erbaute Cathedral of the Holy Cross. Sie befindet sich im Bostoner Stadtteil South End.

## Geschichte
Das Bistum wurde am 8. April 1808 als Bistum mit den Gebieten Massachusetts, Maine, New Hampshire, Rhode Island, Connecticut und Vermont aus dem Erzbistum Baltimore herausgelöst, in dessen Kirchenprovinz es zugleich eingegliedert wurde. Nachdem am 28. November 1843 das Bistum Hartford aus seinem Gebiet herausgenommen wurde, kam es auf dem Diözesangebiet am 29. Juli 1853 zur Gründung der Bistümer Burlington und Portland. Am 14. Juni 1870 folgte die Gründung des Bistums Springfield und am 16. Februar 1872 ein weiterer Gebietsverlust für das neue Bistum Providence. Am 12. Februar wurde das Bistum Boston zum Erzbistum erhoben, zu dessen Kirchenprovinz heute die Bistümer Burlington, Fall River, Manchester, Portland, Springfield und Worcester gehören.
Zahlreiche Missbrauchsprozesse gegen Priester der Diözese führten nicht nur 2002 zum Amtsverzicht des Erzbischofs Bernard Francis Law, sondern auch zu einem Quasibankrott der Diözese, deren neuer Erzbischof Seán Patrick O’Malley 2004 sogar das Bischofshaus an das Boston College verkaufen musste.

## Gliederung
Das Diözesanterritorium gliedert sich in fünf Pastoralregionen, die jeweils von einem Bischofsvikar geleitet werden:
- Central Region
- Merrimack Region
- North Region
- South Region
- West Region

Damit umfasst die Diözese heute die Gebiete Essex County, Middlesex County, Suffolk County, Norfolk County, Plymouth County und die Städte Mattapoisett, Marion und Wareham.

## Bischöfe von Boston
1. Jean-Louis Lefebvre de Cheverus (1808–1823) (danach Bischof von Montauban)
2. Benedict Joseph Fenwick SJ (1825–1846)
3. John Bernard Fitzpatrick (1846–1866)

## Erzbischöfe von Boston
1. John Joseph Williams (1866–1907)
2. William Henry Kardinal O’Connell (1907–1944)
3. Richard Kardinal Cushing (1944–1970)
4. Humberto Kardinal Sousa Medeiros (1970–1983)
5. Bernard Francis Kardinal Law (1984–2002)
6. Seán Patrick Kardinal O’Malley OFMCap (2003–2024)
7. Richard Henning (seit 2024)

## Einrichtungen des Erzbistums
Zu den Einrichtungen des Erzbistums gehören zwei Priesterseminare:
- Blessed John XXIII National Seminary in Weston, Massachusetts und
- Saint John’s Seminary im Bostoner Vorort Brighton.

Diese Seminare dienen auch den anderen Bistümern im Einzugsbereich der Erzdiözese.